# Richard Grathoff
Richard Helmut Grathoff (* 30. August 1934 in Unna, Westfalen; † 10. November 2013 in Oerlinghausen, Lippe) war ein deutscher Phänomenologe und Professor für Soziologie an der Universität Bielefeld. 

## Leben
Grathoff ist Bruder des Literaturwissenschaftlers Dirk Grathoff. Er erhielt seinen Doktor von der New School for Social Research, New York 1969 nach Studien unter Aron Gurwitsch, Thomas Luckmann und Peter L. Berger. Beeinflusst von Charles Peirce, Edmund Husserl, Albert Salomon und Alfred Schütz. Seine Forschung beinhaltet unter anderem Studien in Milieu und Lebenswelt. Er war befreundet mit dem Naturwissenschaftler und Künstler Hubert Gottschling und wohnte von 1978 bis zu seinem Tod 2013 in Oerlinghausen.

## Schriften (Auswahl)
- Milieu und Lebenswelt. Einführung in die phänomenologische Soziologie und die sozialphänomenologische Forschung. Frankfurt am Main, Suhrkamp, 1995 ISBN 3-518-28745-1
- Sozialität und Intersubjektivität: phänomenologische Perspektiven der Sozialwissenschaften im Umkreis von Aron Gurwitsch und Alfred Schütz. München, Fink, 1983. 410 S. ISBN 3-7705-2187-0
- Werkausgabe Alfred Schütz. Hrsg. von Richard Grathoff. Konstanz, UVK-Verl.-Ges ISBN 3-89669-738-2
- Philosophers in exile: the correspondence of Alfred Schutz and Aron Gurwitsch, 1939–1959 / ed. by Richard Grathoff. Bloomington [u. a.]: Indiana Univ. Press, 1989 ISBN  0-253-32627-3
- Alfred Schütz und die Idee des Alltags in den Sozialwissenschaften. Hrsg. von Walter M. Sprondel und Richard Grathoff (= Konstanzer Colloquien zur sozialwissenschaftlichen Theorie, II). Stuttgart (Enke Verlag) 1979.